# Die Schäfer
Die Schäfer war eine 1990 gegründete deutsche Musikgruppe, die dem Bereich der volkstümlichen Musik zuzuordnen war. Ihr Markenzeichen war der barfüßige Auftritt in Schäferkostümen. Seit September 2021 gibt es die Gruppe nicht mehr.

## Werdegang
Aus einer Brauchtumsgruppe, die in Bretten (Landkreis Karlsruhe) zu Hause war, gründeten der Kaufmann Thomas Rothfuß und der Polizeihauptkommissar Uwe Erhardt 1990 zusammen mit Heike Bühler, Sabine Dorwarth und Edith Angst die Musikgruppe Die Schäfer. Ihre erste Single hieß Halt den Sonnenstrahl fest, 1991 folgten das erste Album sowie die Teilnahme an der Superhitparade der Volksmusik. Dadurch wurde die Gruppe einem größeren Publikum bekannt. Die drei Frauen verließen bereits 1992 die Gruppe und wurden durch Christine Schmid, Carla Scheithe und Gabi Neukam ersetzt. Doch auch Christine blieb nicht lange und wurde durch Claudia Ulrich ersetzt. Neben Thomas Rothfuß und Uwe Erhardt gehörten forthin Gabi Neukam, von Beruf Krankengymnastin und Sportlehrerin, und die Krankenschwester Claudia Ulrich zur Band. Zwischenzeitlich war die Gruppe bereits Dauergast in vielen Volksmusiksendungen.
1998 verließ Gabi Neukam die Gruppe und Bianca App wurde aufgenommen. Schließlich verließ im Jahr 2000 auch das Gründungsmitglied Rothfuß die Band, um eine Solokarriere zu starten. Sein Platz wurde von Michael Kastel eingenommen. 2003 verließ dann Claudia Ulrich die Schäfer. Für sie kam Carla Scheithe. 
Am 17. Mai 2007 gewann die Gruppe mit ihrem Lied Das alles hat  Gott uns geschenkt die deutsche Vorentscheidung zum Grand Prix der Volksmusik 2007. Die Schäfer konnten somit neben drei weiteren Interpreten Deutschland bei der internationalen Veranstaltung am 25. August in Wien vertreten.

## Preise und Ehrungen
Goldene Stimmgabel 1992

## Diskografie

### Alben
- 1991: Ich lebe gern in diesem Land
- 1992: Wenn die Heidschnucken
- 1993: Unser kleines Himmelreich
- 1994: Weit ist der Horizont
- 1995: Schäferträume
- 1996: Ihre schönsten Lieder
- 1997: Sag mir, wo ist der Himmel
- 1997: Mein Heimatland
- 1997: Die Schäfer feiern Weihnachten
- 1998: Komm wir ziehen los
- 1999: Sing der Sonne ein Lied
- 1999: Halt den Sonnenstrahl fest
- 2000: Miteinander
- 2001: Voll im Leben
- 2002: Ich glaub, das nennt man Glück
- 2003: Wahre Freundschaft
- 2004: Morgen fängt das Leben an
- 2005: Erst kommst du
- 2006: Alles ist möglich
- 2007: Leb deinen Traum
- 2008: Glaube ist …
- 2010: Endlich wieder Sonnenschein
- 2011: Wenn ein Schäfer Hochzeit macht – Die schönsten Schäferlieder
- 2014: Eig’ne Wege geh’n
- 2016: Heute ist Morgen Gestern

### Erfolgstitel
- 1991: Halt den Sonnenstrahl fest
- 1991: Ich lebe gern in diesem Land
- 1991: Ein Zigeunerkind
- 1992: Sag mir, wo ist der Himmel?
- 1994: Wenn die Schäfer Hochzeit machen
- 1995: Lach, solange du noch lachen kannst
- 1996: Mein Heimatland
- 1999: Madonna Blu
- 2000: Miteinander
- 2002: Halli Hallo
- 2003: In den Taschen keinen Euro
- 2007: Das alles hat Gott uns geschenkt

## Videoalben
- 1998: Ihre schönsten Lieder